# Klasztor Troditisa
Klasztor Troditisa – prawosławny męski klasztor w górach Trodos, w odległości 5 km od wsi Platres. Jurysdykcyjnie podlega metropolii Pafos Cypryjskiego Kościoła Prawosławnego.
Założony w XIII w. w sosnowych lasach porastających góry Trodos, swój obecny wygląd przybrał po przebudowie w 1731.
Patronką monasteru jest ikona Matki Bożej z gór Trodos, czczona jako cudotwórcza. Jest to jeden z nielicznych wizerunków Maryi w chrześcijaństwie wschodnim, na którym jest ona lekko uśmiechnięta. Ikona została przewieziona na Cypr z Azji Mniejszej.